# OpenSimulator
OpenSimulator, più conosciuto come OpenSim, è  una piattaforma applicativa utilizzata per creare mondi virtuali interattivi in 3D.  Si tratta di un programma multipiattaforma e multiutente sviluppato in linguaggio C#. La piattaforma supporta il Linden Scripting Language (LSL), che ha una sintassi simile al C# ed è il linguaggio usato dal mondo virtuale Second Life,  di cui OpenSimulator è lo sviluppo open source. OpenSimulator è attualmente coperto da licenza BSD.

## Storia
Nel gennaio del 2007 Linden Lab, azienda sviluppatrice del famoso mondo virtuale Second Life, rinunciò alla proprietà esclusiva del codice client  del loro mondo, ovvero del programma che serve all’utente per interagire con l’ambiente 3D da loro sviluppato. Fu l’inizio del progetto OpenSimulator  inaugurato da Darren Guard , insieme ad una piccola squadra di informatici appassionati , i quali unirono le forze per elaborare il codice server utile a generare ambienti virtuali tridimensionali accessibili al pubblico. 
Successivamente IBM avviò una collaborazione con Linden Lab e il Progetto OpenSimulator con lo scopo di elaborare protocolli che permettessero agli utenti di interagire a distanza in ambienti virtuali, collaborazione che ebbe inizialmente successo nel 2008  con il primo trasferimento di avatar (alter ego virtuale dell’utente) da Second Life a un mondo creato con OpenSim. Anche l’esercito statunitense manifestò un crescente interesse nella nuova piattaforma dirottando una quota di investimenti da Second Life a nuovi progetti OpenSim come il MOSES (Military Open Simulation Enterprise Strategy, 2011) . In seguito Linden Lab si ritirò dal progetto senza concedere il codice server e la comunità progettuale dovette proseguire con i propri mezzi.
Il 2013 vide l’organizzazione del primo convegno internazionale dedicato al mondo OpenSim, intitolato OpenSimulator Community Conference, ambientato interamente in una grid (griglia) appositamente creata e raggiungibile da chiunque avesse un programma di visualizzazione come l’ormai classico Firestorm . Da quell’anno i convegni annuali si susseguono regolarmente.

## Caratteristiche
Come già detto, il linguaggio di compilazione di OpenSimulator è C#. Opensim supporta istruzioni compilate in Linden Scripting Language e nella sua estensione OSSL (OpenSimulator Scritping Language), che permette funzionalità non presenti in Second Life, come la possibilità di creare personaggi inanimati (NPC o non-playing characters).
Regioni o ambientazioni virtuali complete possono essere archiviate ovvero salvate sotto forma di file in formato .OAR e successivamente reinstallate. 
L’interoperabilità fra mondi virtuali, resa inizialmente possibile dal programma Open Grid Beta della Linden Lab ,  è diventata la norma ed è resa possibile da un’estensione di OpenSimulator chiamata Hypergrid o HG. Di qui il termine hypergridding per indicare il trasferimento di un avatar da un’istanza di OpenSim o Grid (griglia) su di un server a una diversa istanza su di un diverso server.
Non è però automatico che una grid o mondo virtuale OpenSim su server sia aperto al pubblico:  esiste al contrario la possibilità di mantenere una griglia privata, o persino di caricare il programma su supporto mobile (di norma una pendrive) per poterlo lanciare su qualsiasi computer dotato di un programma client di visualizzazione. Quest’ultima versione è diffusa con il nome Sim On A Stick (ovvero “simulazione su pendrive”) ed è considerata particolarmente interessante in ambito educativo, essendo completamente protetta da intrusioni esterne e pertanto utilizzabile dalle istituzioni scolastiche con studenti di qualsiasi età.

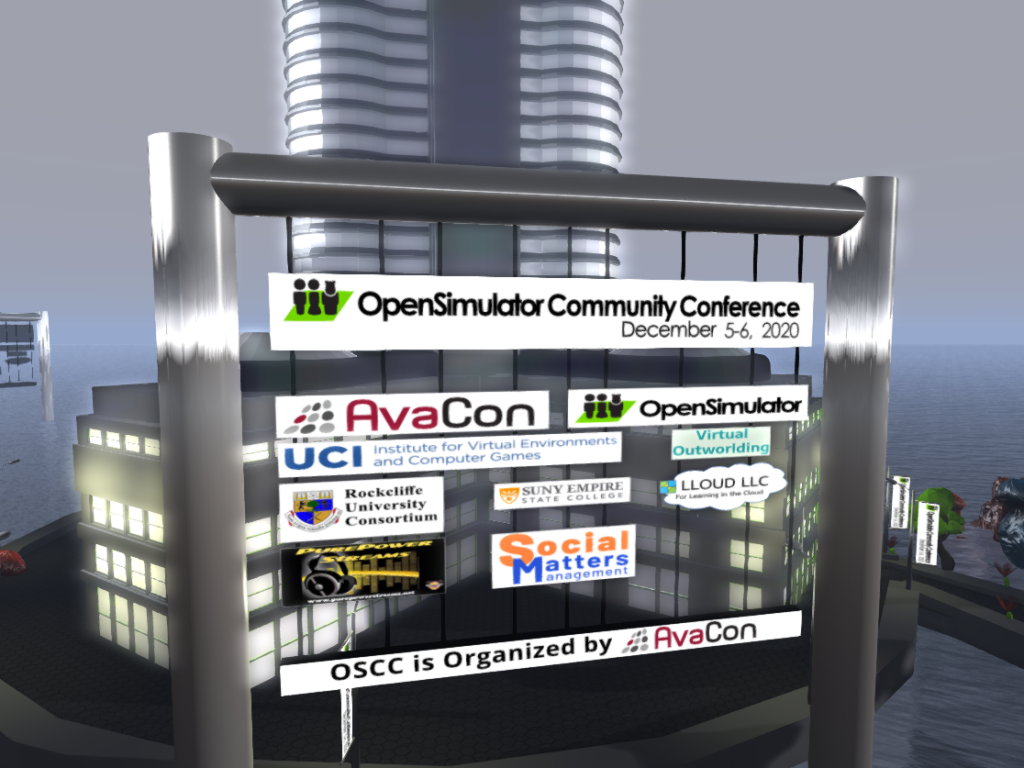
OpenSim Community Conference 2020

## Diffusione
La popolarità dei mondi virtuali creati con OpenSim non è paragonabile a quella del ben più consolidato e longevo Second Life, nonostante il declino di quest'ultimo dopo i primi anni di grande successo . Tuttavia la crescita del numero di utenti e di regioni create  è costante ed è stata alimentata dal confinamento forzato causato dalla pandemia COVID-19. La rivista web Hypergrid Business , informato osservatorio dei mondi virtuali e della realtà aumentata ha annunciato nel mese di maggio 2021 il superamento delle 100.000 regioni create . La medesima rivista cura un elenco aggiornato dei mondi virtuali (grid) esistenti, specificando se sono aperti al pubblico, ovvero se gli utenti di altri mondi possono visitarli tramite l'hypergridding o se sono privati.